# Barbosella crassifolia
Barbosella crassifolia là một loài lan.

## Hình ảnh

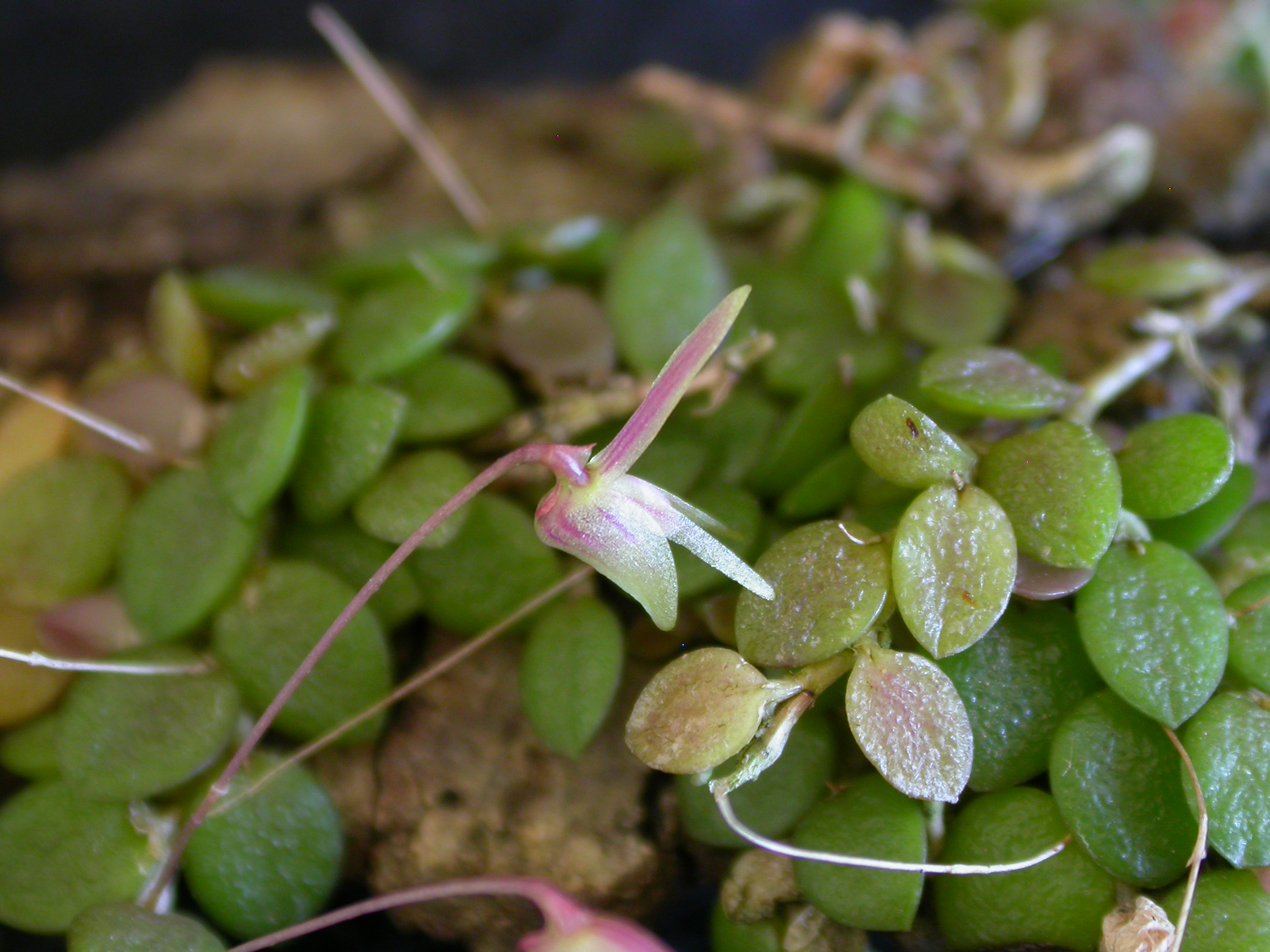
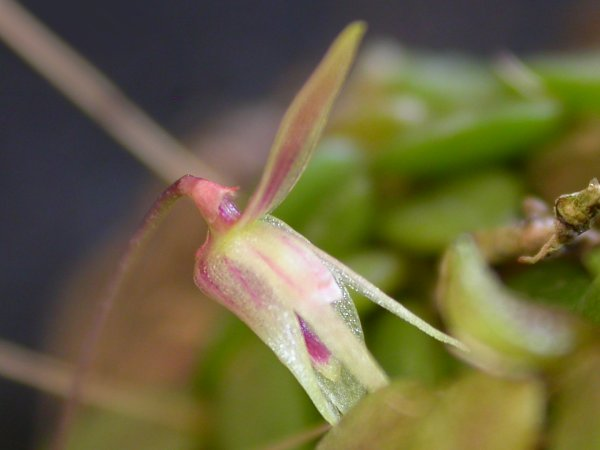